# 낭만수급니
《낭만수급니》(중국어 간체자: 浪漫输给你, 정체자: 浪漫輸給你, 병음: Làng màn shū gěi nǐ 랑만수게이니[*], Lost Romance 로스트 로맨스[*])는 2020년 방송되었던 타이완의 텔레비전 드라마이다.

## 줄거리
- 여전히 백마 탄 왕자가 팍팍한 삶에서 자신을 구원해 줄 거라 믿는 로맨스 소설 편집자 정샤오언! 출판사 맞은편 건물 톈량 그룹의 카리스마 CEO 허톈싱을 훔쳐보던 어느 날 그의 추락 사고를 목격한 충격으로 실신하게 된다. 한편 정신 차려보니 죽은 줄 알았던 허톈싱이 쓰투아오란이 되어 나타나게 되고 죽기 살기로 글로 배운 연애 스킬을 시전한다.

## 등장 인물
- 장리앙 - 허톈싱 역
- 송운화 - 정샤오언 역
- 줘위퉁 - 동방맹 역
- 롄천샹 (Simon Lien) - 돤무칭펑 역
- 랴오이쉬안 (Kelly Liao) - 허밍리 역
- 허맹철 (Jason Hsu) - 허톈젠 역
- 차이루이쉐 (蔡瑞雪) - 링츄츄 역
- 류주핑 (劉主平) - 린춘톈 역
- 탕지위 (湯志偉) - 후사오친 역